# Stade olympique du Guangdong
Le stade olympique du Guangdong (en chinois : 广东奥林匹克体育中心) aussi connu comme le Aoti Main Stadium, est un stade omnisports pouvant abriter 80 012 spectateurs à Canton, à 160 km au nord de Hong Kong, en Chine. Il est situé à Da Tong Lu, sur l'île d'Ersha, à environ 5 km à l'est de Guangzhou East Station. Le stade a été construit en 1999 et inauguré pour les 9eJeux nationaux de Chine de 2001. C'est la pièce maîtresse d'un complexe de 930 000 m2, qui inclut un hôtel et des installations sportives environnantes.

## Histoire
Le Stade olympique du Guangdong était à l'origine l'une des pièces maîtresses du projet chinois pour les Jeux olympiques d'été de 2008 avant que ne soit construit le Stade national de Pékin. Le 11 novembre 2001, il est inauguré lors de l'ouverture des 9e Jeux nationaux de Chine.
Le stade olympique principal est finalement construit à Pékin (Stade national de Pékin).
Le stade fait actuellement office de stade de football et a accueilli les Jeux asiatiques de Canton en 2010.

## Architecture
Le Stade olympique du Guangdong est un édifice de 80 012 sièges situé sur un emplacement de 30 hectares, avec une surface totale d'environ 145 000 m2. Les installations incluent un stade avec une structure ovale de 260 m sur 200 m et une salle et des gymnases. 
Le consortium NEB a gagné le concours pour concevoir le stade olympique de 119 millions de USD. Le consortium comprend la firme de Kansas City, Ellerbe Becket, la société Nixon & Nixon, Inc. d'Oklahoma City et l'Université de technologie de Chine méridionale. 
Le stade a des dispositifs de revenus modernes tels que 10 000 m2 de boutiques, des restaurants, un hôtel de 100 chambres, et 100 suites privées. 
Canton est connu comme la « Ville des fleurs », ce qui explique le thème floral du stade. Les architectes ont déplacé les colonnes vers l'intérieur pour donner à l'enceinte du stade un aspect de croissance vers l'extérieur ressemblant à des pétales de fleur. 
La Rivière des Perles coule à côté de l'emplacement du stade et l'itinéraire du fleuve a servi de base pour la forme des lignes du toit, qui couvre presque la totalité des places.

## Évènements
- Jeux asiatiques de 2010
- Relais mondiaux 2025